# Morton Heilig
Morton Leonard Heilig (22 dicembre 1926 – 14 maggio 1997) è stato un regista, direttore della fotografia, inventore e cameraman statunitense.
Dopo gli studi in filosofia e pittura a Chicago, Parigi e Ginevra, si diplomò negli anni 1948-50 al Centro Sperimentale di Cinema a Roma.

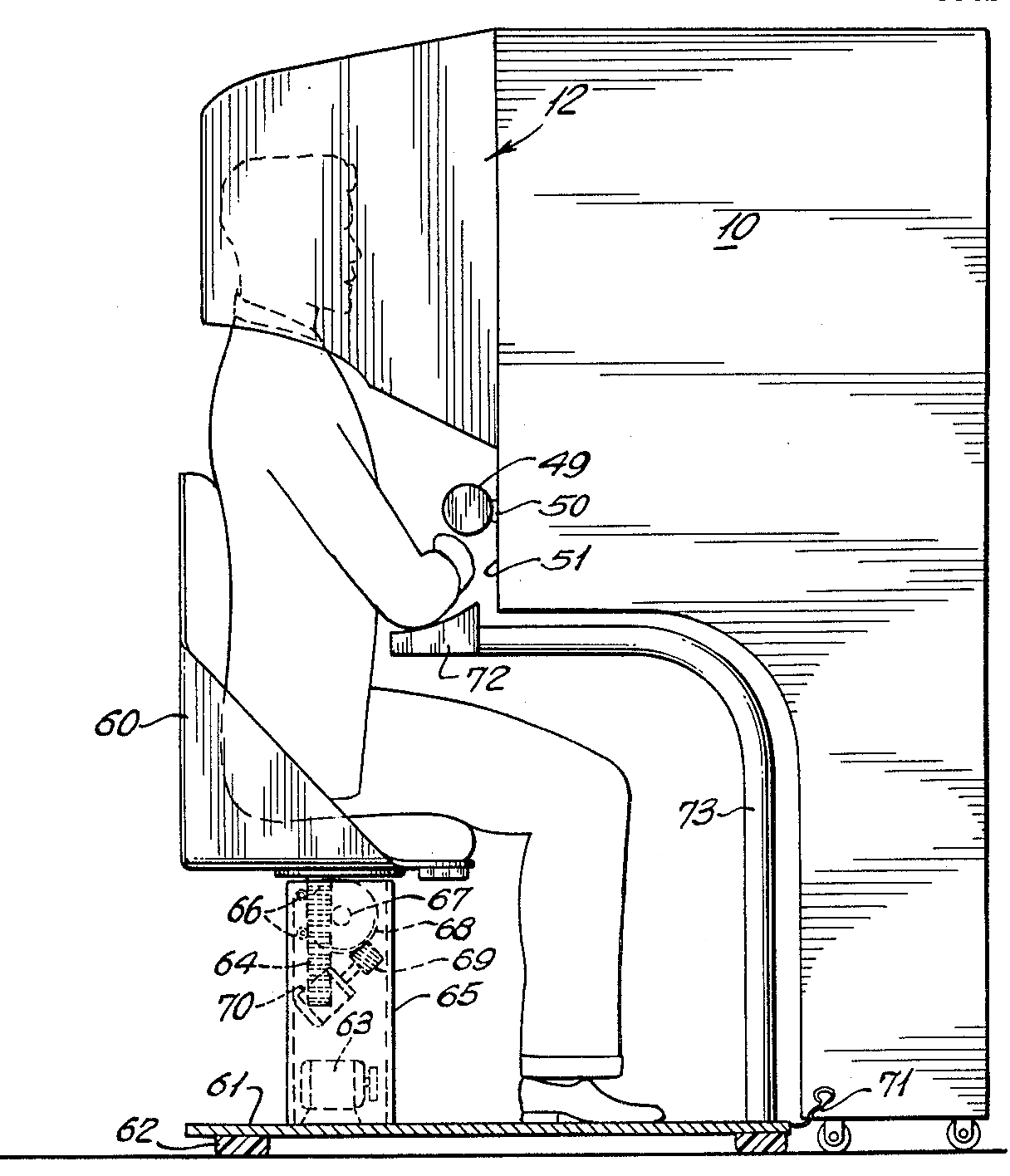
Immagine dal brevetto del Sensorama

Nel 1957 ha iniziato a lavorare su una macchina adatta a vedere la televisione in 3D. L'esperimento, chiamato Sensorama, (brevettato nel 1962) era una cabina con schermi stereoscopici, altoparlanti stereo e una sedia semovibile. La visione futuristica di Heilig non trovò fondi sufficienti per essere sviluppata ed applicata al cinema come voleva il suo inventore.
Quando si ritirò in pensione progettò e realizzò una sua linea di scooter che andava a vendere al mercato delle pulci, adorava l'idea stessa del commercio:"Io porto alla gente un pò di me e loro in cambio mi danno così tanto". 